# 京特·伯斯汀

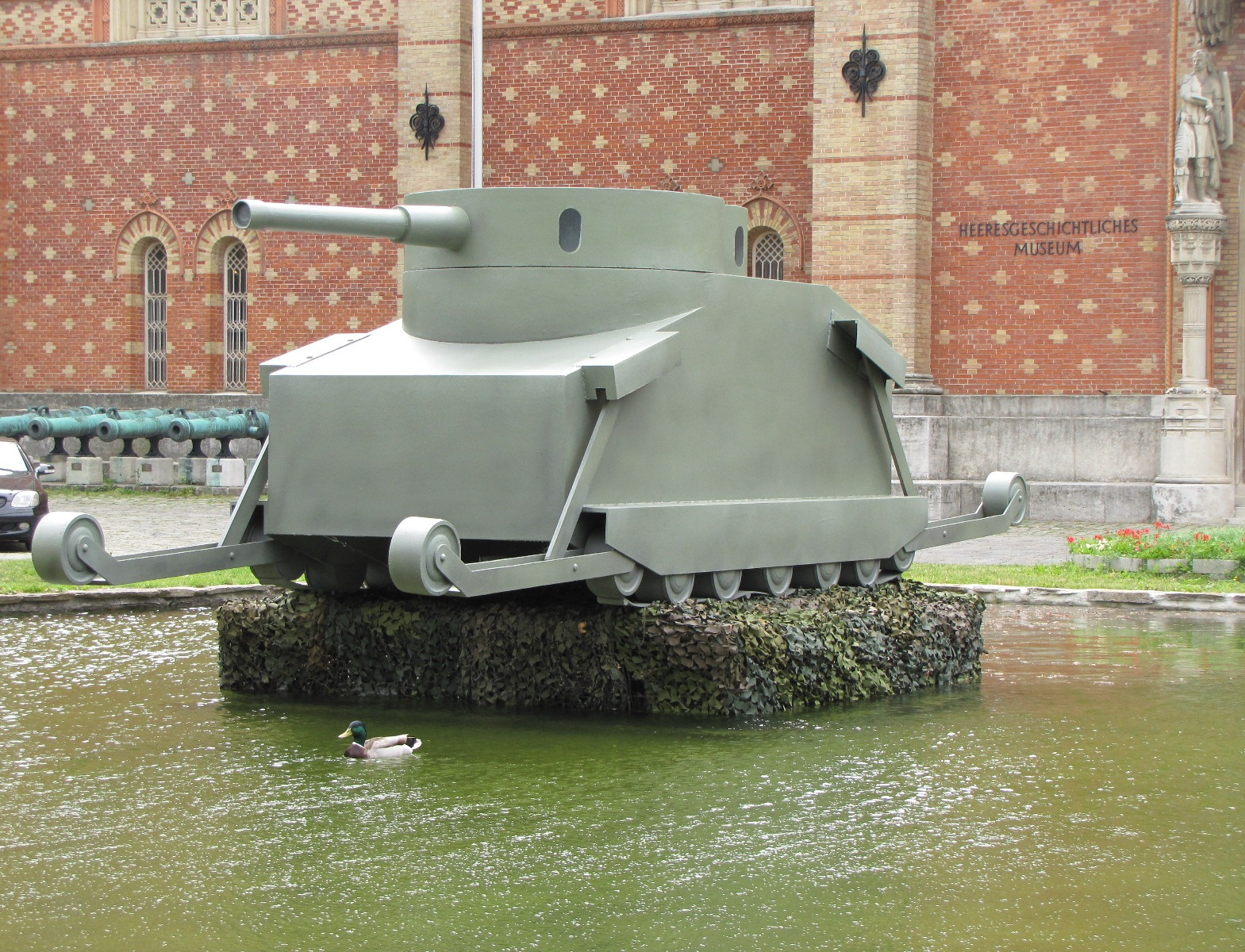
奧地利軍事博物館的京特·伯斯汀機動火炮(Motorgeschütz)

京特·伯斯汀（德語：Günther Adolf Burstyn，1879年7月6日—1945年4月15日），是發明家、技師和奧匈帝國軍官。
1911年，他設計出了第一款安裝旋轉砲塔的越野坦克。這款坦克是以美國的農用拖拉機為基礎設計的。他將其命名（意為移動火炮）。這款設計草案雖然比一戰中的部分坦克設計都要先進，但是奧匈帝國和德國都將之拒之門外，這款坦克甚至連原型車都沒能造出。後來，他想為他的設計申請專利，但卻被告知，這可能侵犯現有專利，所以他放棄了這一計劃。1941年，他被授予了帶有劍的一級、二級戰功十字勳章。二戰即將結束時，他因害怕被蘇軍俘虜而自殺了。

## 個人生活
伯斯汀的父親阿道夫·伯斯汀來自利沃夫的一個猶太人家庭，但是他與妻子尤利亞妮一起皈依了天主教。雖然伯斯汀的本名是「Günther」（京特），但是，在後半生他卻省略了「ü」上的兩點，使用「Gunther」（岡特）這個名字。

## 外部連結
- （页面存档备份，存于） 傳記（德語）